# اورسولا هول
اورسولا هول (زادهٔ ۲۶ ژوئن ۱۹۸۲) یک بازیکن زن بازنشسته فوتبال اهل کشور آلمان است. وی هم‌اکنون مربی دروازه‌بانان باشگاه فوتبال بایر ۰۴ لورکوزن که در بوندس‌لیگا حضور دارد.

## حرفه

### باشگاهی
اورسولا هول کار خود را پیش از پیوستنش به اف‌اس‌وی فرانکفورت و در باشگاه تی‌اس‌وی اونگرسهاوزن آغاز کرد. او اولین بازی خود را در بوندس‌لیگا با پیراهن این تیم انجام داد. وی در سال ۲۰۰۰ به رقیب و همشهری این تیم یعنی تیم اف. اف. سی فرانکفورت پیوست و برای این تیم سه فصل بازی کرد جایی که به صورت گاه بیگاه به به او بازی داده می‌شد. با این وجود او به همراه این تیم جشنهای قهرمانی مختلف از جمله یک سه‌گانه در فصل ۰۳–۲۰۰۲ که این تیم موفق شد در هر سه جام بوندس‌لیگا ،جام حذفی آلمان و لیگ قهرمانان اروپا به مقام قهرمانی دست یابد. او در سال ۲۰۰۳ به تیم اف‌اس وی فرانکفورت بازگشت. پس از گذشت دو فصل او بار دیگر به اف اف سی فرانکفورت و به عنوان انتخاب اول دروازه این تیم بازگشت و برای دومین بار با این تیم و در فصل ۰۶–۲۰۰۵ به مقام قهرمانی لیگ قهرمانان اروپا رسید. علاوه بر آن آنها در قهرمان لیگ و جام حذفی فصل ۲۰۰۷ شدند. از سال ۲۰۰۷ تا ۲۰۰۹ و پیش از پیوستنش به تیم اف سی آر ۲۰۰۱ دویسبورگ هول برای تیم اس‌سی ۰۷ بادنوین‌آر بازی می‌کرد. وی همراه با تیم دویسبورگ نایب قهرمانی فصل ۱۰–۲۰۰۹ بوندس‌لیگا و قهرمانی سال ۲۰۱۰ جام حذفی آلمان را بدست آورد که این در مجموع چهارمین جام کشوری او به‌شمار می‌رفت. پس از پایان فصل ۱۱–۲۰۱۰ او تیم دویسبورگ را ترک کرد و با قراردادی یک ساله به تیم اس‌جی‌اس اسن پیوست و پس از آن به فعالیت حرفه‌ای خود در عرصهٔ بازیگری پایان داد.

### ملی
هول در رده جوانان و در سال‌های ۲۰۰۰ و ۲۰۰۱ موفق شد به همراه تیم ملی آلمان به قهرمانی جام ملتهای زنان زیر ۱۹ سال اروپا دست پیدا کند. وی در هر دو دوره دروازه اول تیم ملی آلمان بود. در مسابقات فوتبال زنان اروپا ۲۰۰۵ او به عنوان دروازه‌بان سوم تیم ملی فوتبال زنان آلمان این تیم را بدون انجام یک بازی همراهی کرد و با این تیم به اولین عنوان بین‌المللی خود در رده بزرگسالان رسید. دو سال پس از آن و در تاریخ مارس ۲۰۰۷ هول اولین بازی خود را برای تیم ملی فوتبال زنان آلمان در مسابقات جام آلگاروه و در مقابل تیم ملی فوتبال زنان فرانسه انجام داد؛ که در همان سال وی با این تیم به عنوان دروازه‌بان سوم تیم قهرمان جام جهانی فوتبال زنان ۲۰۰۷ شد.
پس از کناره‌گیری زیلک روتنبرگ از تیم ملی اورسولا هول دروازه‌بان دوم تیم و ذخیره نادین آنگرر در المپیک ۲۰۰۸ شد که در آن رقابتها به مدال برنز دست یافتند. همچنین در مسابقات فوتبال زنان اروپا ۲۰۰۹ که آلمان به هفتمین عنوان قهرمانی خود دست یافت این تیم را همراهی می‌کرد. هول برای بازی‌های جام جهانی فوتبال زنان ۲۰۱۱ نیز به تیم ملی فوتبال زنان آلمان دعوت شد اما در هیچ‌یک از بازی‌ها به میدان نرفت. پس از پایان جام جهانی ۲۰۱۱ از تیم ملی خداحافظی کرد.

### مربیگری
در تاریخ ۲ دسامبر ۲۰۱۲ قراردادی جهت مربیگری دروازه بانان تیم اس وی بایر لورکوزن به امضا رساند.

## افتخارات

### باشگاهی
اف. اف. سی فرانکفورت
- جام زنان یوفا: قهرمان(۲ مرتبه) در فصلهای ۰۳–۲۰۰۲ , ۰۶–۲۰۰۵
- بوندس‌لیگا: قهرمان(۴ مرتبه) فصل‌های ۰۱–۲۰۰۰، ۰۲–۲۰۰۱ ،۰۳–۲۰۰۲ و ۰۷–۲۰۰۶
- جام حذفی فوتبال آلمان: قهرمان (۴ مرتبه) فصل‌های ۰۱–۲۰۰۰، ۰۲–۲۰۰۱ ،۰۳–۲۰۰۲ و ۰۷–۲۰۰۶, نایب قهرمان (۱ مرتبه) در فصل ۰۶–۲۰۰۵

اف سی آر ۲۰۰۱ دویسبورگ
- بوندس‌لیگا: نایب قهرمان (۱ مرتبه) فصل ۱۰–۲۰۰۹
- جام حذفی آلمان: قهرمان (۱ مرتبه) فصل ۱۰–۲۰۰۹

### ملی
- جام جهانی فوتبال: قهرمان (۱ مرتبه) ۲۰۰۷
- جام ملتهای اروپا: قهرمان (۲ مرتبه) ۲۰۰۵, ۲۰۰۹
- بازی‌های المپیک تابستانی: مدال برنز (۱ مرتبه) ۲۰۰۸
- جام ملتهای زنان زیر ۱۹ سال اروپا: قهرمان(۲ مرتبه) ۲۰۰۰, ۲۰۰۱

### انفرادی
- جایزه برگ بوی نقره‌ای: ۲۰۰۷

## کار در رسانه
در فصل ۱۴–۲۰۱۳ فوتبال آلمان هول به عنوان کارشناس، مفسر و منتقد برای بازی‌های بوندسلیگا در شبکه یورو اسپورت مشغول به کار شد. او همچنین با شبکه وست دویچر روندفونک برای پوشش بازی‌های جام حذفی زنان آلمان همکاری داشت.

## زندگی شخصی
در ۱۸ ژوئن ۲۰۱۰ وی با شریک خود کارینا در شهر کلن آلمان ازدواج کرد. آنها تحت اتحاد مدنی که توسط قانون آلمان به رسمیت شناخته شده با یکدیگر زندگی می‌کنند.